# Konrad von Röchlitz
Konrad von Röchlitz war im 13. Jahrhundert ein herzoglicher Hofbeamter in Herzogtum Schlesien.

## Leben
Konrad von Röchlitz stammte aus einer polnischen Familie und trat zwischen 1224 und 1240 urkundlich in Erscheinung. Er diente als Nachfolger des Nazlaus (oder Nikolaus) den schlesischen Herzögen Heinrich I. († 1238) und dessen Sohn Heinrich II. († 1241) als Protonotar. Er hatte die Pfarrei Löwenberg inne, war Breslauer Domherr und führte den Magistertitel. Er zählte zu den Großgrundbesitzern unter den schlesischen Adligen des 13. Jahrhunderts. 1232 schenkte er dem Kloster Leubus das Dorf Guhlau (poln. Gola) im Herzogtum Liegnitz. 1239/1240 vermachte er in seinem Testament ein Waldstück von 50 Hufen, Rudno genannt, dem Kloster Heinrichau. Darauf entstand später zum Teil das Dorf Schönwalde (poln. Budzów) im Herzogtum Münsterberg. Er starb an einem 26. Juni vor 1244.